# Buni (Looney Tunes)
Buni este un personaj fictiv de desene animate din Looney Tunes și Merrie Melodies. Ideea pentru Buni a venit de la desenul din 1937 Little Red Walking Hood. Prima apariție a lui Buni a venit în Canary Row.
Buni a fost creată ca stăpâna lui Tweety și Motanul Sylvester.